# Растаманы

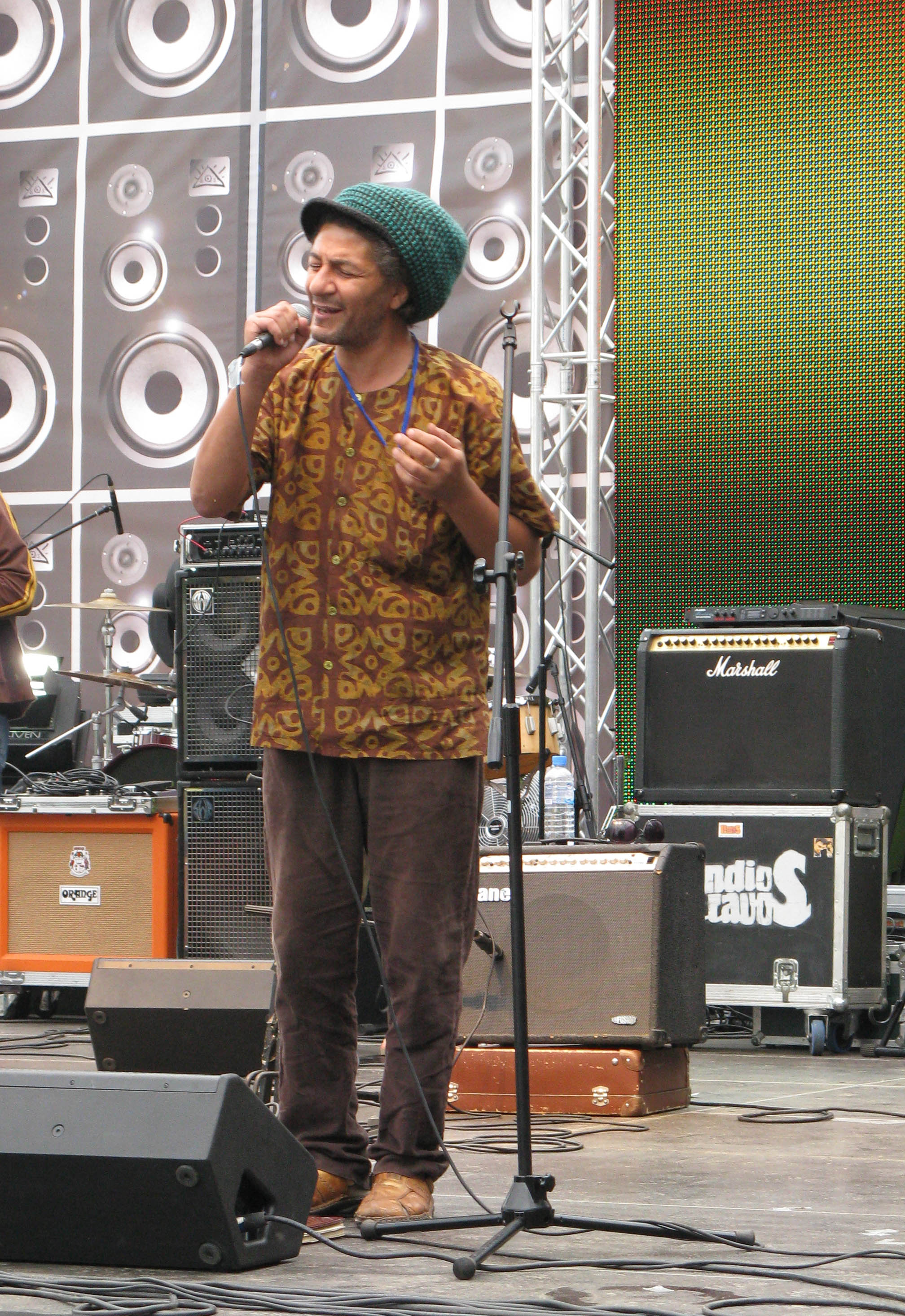
Гера Моралес

Растама́ны — молодёжная субкультура, в основном на территории Ямайки, связанная с музыкальным стилем регги и ассоциированными с ним взглядами и образом жизни.

## История
Зародилась в начале 1990-х годов, самоназвание связано с растафарианством — религиозным течением, приверженцами которого были ключевые исполнители ямайского регги. При этом носители субкультуры как правило не являлись истинными приверженцами оригинальной религиозно-политической доктрины, а лишь использовали соответствующую атрибутику — слушали Боба Марли и музыку регги, носили одежду с комбинацией цветов «зелёный-жёлтый-красный», некоторые носили дреды. На выбор самоназвания, в числе прочего, повлияло распространение записей русскоязычных регги-коллективов и рэперов.
Пионерами растаманского движения в России являются работающие в стиле регги музыкальные группы «Комитет охраны тепла» (основана в 1987 году) и «Джа Дивижн» (основана в 1989 году). Стиль растамана, популяризованный регги и сопутствующий веселью, был принят русскоязычным населением, возникла и развилась сцена так называемого русского регги. Музыкально-поэтический фактор в стране, недавно отгороженной железным занавесом от существенной части мировой культуры, сыграл весомую роль, оказывая существенное влияние на русскоязычную молодёжь 1990-х годов.
По состоянию на 2010-е годы в Москве, Петербурге и других городах существуют большие растаманские сообщества, которые проводят культурные мероприятия (обычно концерты или фестивали), поддерживают сайты, издают медиаматериалы. Растаманами считают себя почти все российские регги-коллективы — по меньшей мере они используют характерную символику и почитают Боба Марли. Лидер «Джа Дивижн» Герберт Моралес эвристически указывает на параллель курения конопли с «оружием Джа». Принадлежность к «философии Раста» декларировал известный российский рэп-исполнитель Децл. Некоторые ортодоксальные растаманы негативно относятся к музыке регги из-за её коммерциализованности, некоторые слушают и играют фанк, даб и хип-хоп.

## Позиция
Обычно растаманы выступают за легализацию марихуаны, что находит отражение в творчестве, атрибутике (в очень большом количестве сувенирных лавок мира имеются товары с растаманской символикой), политических декларациях (например, участие в ежегодном «Конопляном марше») и жизни.
Общей идеей у постсоветских растаманов и растафарианцев также является позитивное отношение к Джа и негативное отношение к прагматической социально-политической системе, основанной на западной материальной культуре (так называемому «Вавилону»).
Многие растаманы также негативно относятся к приёму опиатов, амфетаминов, психоделиков, алкоголя и лекарственных средств в немедицинских целях, что роднит их с субкультурой хиппи.

## Фольклор
Субкультура постсоветских растаманов породила особый фольклор, развитию которого способствует чувство юмора и просветление — под их воздействием возрастает тяга к рассуждениям, фантазии и творчеству. Достаточно широкую известность приобрёл лингвист и литератор Дмитрий Гайдук, который в первой половине 1990-х стал собирать и обрабатывать устное творчество украинских и российских растаманов, и в 1995 году создал проект «Растаманские народные сказки». Работы Гайдука неоднократно издавались, выходили аудиокассеты и диски, сейчас он часто ездит по разным городам и читает сказки перед аудиторией в рамках различных субкультурных мероприятий. По предположению Гайдука, численность приверженцев растаманской идеологии в современной России может составлять до 4—5 % населения.
О субкультуре «растаманов» стран СНГ на постсоветской территории периодически упоминают в своём творчестве многие современные деятели русскоязычной культуры — музыканты, писатели, создатели фильмов. Например, широко известна песня «Растаманы из глубинки» Бориса Гребенщикова.